# Сидорчук Микола Васильович
Микола Васильович Сидорчук (н. 16 лютого 1958, с. Дідичі, Ківерцівський район, Волинська область) — письменник, поет, член Національної спілки письменників України (з 2014), учитель-методист, відмінник народної освіти, член творчої групи вчителів-словесників Луцького району.

## Життєпис
Народився 16 лютого 1958 року у селі Дідичі Ківерцівського району, Волинської області. 
Випускник українського відділення філологічного факультету Львівського державного університету імені Івана Франка.
З листопада 1981 року і донині працює вчителем української мови та літератури Городищенського ЗЗСО I-III ступенів Городищенської сільської ради.
У Городищенській школі зустрів дружину Раїсу, має доньку Олену та онучку Любомиру.

## Творчість
Свій перший вірш написав у 14 років. 
Був членом літературного об'єднання «Гранослов», спілкувався з відомими волинськими поетами Петром Махом, Михайлом Проньком, Василем Геєм та ін. 
Друкувався у республіканській та обласній періодиці. 
Є автором: 
- книг мовознавчих етюдів «Зливки золоті» та «Навчатися мови»;
- збірника мовних загадок «Ягідка мови»;
- збірки поезій «День народження дня» (2010), «Спектральний аналіз» (2012) та «Структура крові» (2016).